# Ephippigerida nigromarginata
Ephippigerida nigromarginata är en insektsart som först beskrevs av Lucas, H. 1849.  Ephippigerida nigromarginata ingår i släktet Ephippigerida och familjen vårtbitare. Inga underarter finns listade i Catalogue of Life.